# 童夢・F104
童夢 F104は、全日本F3000に出場するために開発された、童夢オリジナルのフォーミュラカーである。設計はチーフデザイナーの奥明栄。

## 概要
F103の改良型として、空力特性改善を目的に開発された。1994年の全日本F3000選手権には、6号車に光貞秀俊、8号車にはマルコ・アピチェラが乗り、アピチェラが3勝を挙げ、国産シャシーで初の全日本F3000選手権制覇となった。翌1995年には改良型「F104i」が導入され、1995年から翌年にフォーミュラ・ニッポンへ改称した1996年に中野信治、山本勝巳、1997年には「F104R」が登場し、脇阪寿一が乗った。

## 主要諸元
- シャシー：カーボンアルミハニカムコンポジット
- 全長：4,238 mm
- 全幅：1,995 mm
- 全高：970 mm
- ホイールベース：2,737 mm
- トレッド(前)：1,714.5 mm
- トレッド(後)：1,585 mm
- ブレーキ(前)：NISSIN 製6(4)ポット
- ブレーキ(後)：NISSIN 製4ポット
- 重量：540 kg
- トランスミッション：童夢製

情報源：